# Abu Abdullah Muhammad I
Abu Abdullah Muhammad I (arab. أبو عبد الله محمد المهدي القائم بأمر الله = Abu Abd Allah Muhammad al-Mahdi al-Kaim bi-Amr Allah, zm. 1517) – szejk rodu Sadytów w latach 1505–1517, założyciel dynastii. 
Abu Abdullah Muhammad I stanął na czele rodu Sadytów w okresie panowania w Maroku słabej politycznie i militarnie dynastii wattasydzkiej. Dynastia ta samego początku musiała borykać się z powstaniami lokalnych plemion, a także z portugalską okupacją portów nad Atlantykiem i próbami podporządkowania sobie reszty kraju. Zawieszenie broni zawarte przez Wattasydów z Portugalią w 1471 roku nie znalezło akceptacji wśród ludu. 
W tej sytuacji Abu Abdullah Muhammad I rozpoczął w 1505 roku zbrojną walkę z Portugalczykami. Jako szejkowi plemienia Banu Sad, wywodzącemu swoje korzenie od proroka Mahometa, udało mu się w 1510 roku zjednoczyć islamskie bractwa i marabutów w południowym Maroku. Ośrodkiem jego władzy został Tarudant na wschód od Agadiru. Dla zapewnienia sobia gospodarczego zaplecza do walki z Portugalczykami Abu Abdullah Muhammad I nawiązał stosunki handlowe z Europą dzięki zbiorom trzciny cukrowej i handlowi transsaharyjskiemu. W ten sposób umożliwił dalsze umacnianie potęgi Sadytów pod rządami jego synów Ahmada al-Aradża i Muhammada asz-Szajcha. Ten ostatni w 1549 roku zajął Fez i wprowadził dynastę Sadytów na sułtański tron Maroka. 